# Chima legendái
A Chima legendái (eredeti cím: Legends of Chima) 2013-ban indult dán–indiai–thaiföldi televíziós és internetes 3D-s számítógépes animációs sorozat, amelyet az M2Film és a Prime Focus készített. Eredetileg a Cartoon Network vetítette. Magyarországon a Megamax sugározta a RTL Klub tűzte műsorra a Jó reggelt, skacok! műsorblokkban, és a Minimax adta.

## Ismertető

### 1. évad
A helyszín neve Chima, ami korábban az egykori paradicsom királysága volt, később pedig átváltozott a nyolc állattörzs csataterévé. Laval és Cruger korábban jól kijöttek egymással, ah.ogy a legjobb barátok, de később egy félreértett baleset érte őket, és egymás ellenségei lettek. A Chi a birodalmi egyensúly fenntartója, amelyet több oroszlán őriz. Felborul az egyensúly, abban a váratlan pillanatban, amikor Cruger, a krokodilok ifjú királya, és Crewler a nagyon alattomos nénje, magukhoz veszik nagy részben a természetes erőforrást, és a szövetségeseik is ebben besegítenek nekik. Az ifjú oroszlán, akinek neve Laval, mindent megtesz azért, hogy Crugerrel békét kössön, és az  Chima egyensúlyát is visszaállítsa.Egy fekete felhő megfojtotta a Cavora hegyet, amikor az egész Chima rálőtt,és Crugger azt hiszi,hogy Laval a hibás,ezért támadást indít Oroszlánváros ellen,amelynek során majdnem meghal Laval,de életben marad,és visszahozza Crugger anyját,Crunket királynőt.

### 2 évad
Laval, Eris, Crugger, Gorzan, Worizz, Bladvic, Razar és Rogon Ki akarja szabadítani a megmaradt hét legendás vadat akiket a skorpiók pókok és denevérek tartanak fogva Újra akarják éleszteni a Cavora hegyet A skorpiócsípés azzal jár hogy ők irányítják az elméjét annak akit megcsíptek Lavalék Lavertus térképével kiszabadítják a legendás vadakat de a végső ütközetben Lavertust betemeti a kő... Vagy mégsem?

### 3. évad
A rég elfeledett jégharcosok, élükön a gonosz kardfogú tigris vezetőjükkel le akarják egész Chimát igázni.
Ekkor felbukkan egy rejtélyes törzs, a Főnix törzs, akik szembeszállnak – Lavalék oldalán a küzdelemben. Végül legyőzik a gonoszokat és Chima újra földi paradicsommá válik. Az utolsó képkockákból kiderül, hogy Chima alatt még több földrész sorakozik.
A Ninjago: A spinjiztu mesterei c. sorozatból kiderül, hogy ezeket 16 birodalomnak hívják.

## Szereplők

### Oroszlán törzs
Az oroszlánok híresek bátorságukról és kitartásukról. Ők őrzik a Chi-t, a természet erejét. Vezetőjük Lagravis, illetve fia, Laval.
| Szereplő           | Eredeti hang    | Magyar hang     | Leírás                                        |
| ------------------ | --------------- | --------------- | --------------------------------------------- |
| Laval              | Scott Shantz    | Szabó Máté      |                                               |
| Lagravis           | Bill Courage    | Papp János      |                                               |
| Lavertus/Shadowind | Bill Courage    | Dányi Krisztián |                                               |
| Longtooth          | Bill Courage    | Vári Attila     |                                               |
| Leona              | -               | -               | Laval anyja, csak említés szintjén szerepelt. |
| Lennox             | David Attar     | ?               |                                               |
| Leonidas           | Jeff Evans Todd | ?               |                                               |
| Lothar             | -               | -               |                                               |
| Li'ella            | Meghan Kinsley  | Lamboni Anna    |                                               |

### Sas törzs
A sasok rendelkeznek a legnagyobb könyvtárakkal, ami Chima egész történetét magába foglalja. Hatalmas magasságokba építkeztek, ezért a tériszonyosoknak nem javasolják a feljutást.
| Szereplő | Eredeti hang    | Magyar hang   | Leírás |
| -------- | --------------- | ------------- | ------ |
| Eris     | Bethany Brown   | Szabó Zselyke |        |
| Ewald    | Jeff Evans Todd | ?             |        |
| Equila   | Jeff Evans Todd | ?             |        |
| Elon     | Matt Cronander  |               |        |
| Eglor    | Michael Patric  | ?             |        |
| Ewar     | Matt Cronander  | ?             |        |
| Elkar    | -               | -             |        |
| Ehbonni  | -               | -             |        |
| Elida    | -               | -             |        |

### Gorilla törzs
A gorillák békeszerető népség, akik kedvesek, de ha felbosszantják őket, akkor nagyon vadak is tudnak lenni. A fákra épített házaikon élnek.
| Szereplő | Eredeti hang   | Magyar hang    | Leírás |
| -------- | -------------- | -------------- | ------ |
| Grumlo   | Jesse Inocalla | ?              |        |
| Gorzan   | Michael Patric | ?              |        |
| G'Loona  | Meghan Kinsley | Németh Borbála |        |
| Grizzam  | ?              | ?              |        |
| Gornay   | ?              | ?              |        |
| Gompsy   | ?              | ?              |        |

### Krokodil törzs
Ha valaki csak úgy bebarangol a mocsárba, ne számítson kellemes fogadtatásra. A krokodilok ráadásul kiszámíthatatlanok és nem egyszer volt már, hogy egész Chimát akarták leigázni...
| Szereplő | Eredeti hang    | Magyar hang    | Leírás |
| -------- | --------------- | -------------- | ------ |
| Crominus | Bill Courage    | Vass Gábor     |        |
| Crunket  | Meghan Kinsley  | Bertalan Ágnes |        |
| Cragger  | David Attar     | Varga Gábor    |        |
| Crooler  | Bethany Brown   | ?              |        |
| Crug     | John Nelson     | ?              |        |
| Crawley  | Jeff Evans Todd | ?              |        |

### Farkas törzs
A farkas törzs - csak úgy, mint a krokik - vad és harcias. Erős fegyverarzenáljuk van, és semmitől se rettennek vissza. Talán ők a legfélelmetesebbek. Jaj, és még a Százéves holdat meg se említettem!
| Szereplő | Eredeti hang    | Magyar hang | Leírás |
| -------- | --------------- | ----------- | ------ |
| Worriz   | Scott Shantz    | Varga Rókus |        |
| Wilhurt  | Matt Cronander  | ?           |        |
| Windra   | Meghan Kinsley  | ?           |        |
| Wakz     | John Nelson     | ?           |        |
| Winzar   | Jeff Evans Todd | ?           |        |
| Wonald   | Bethany Brown   | ?           |        |

### Holló törzs
Alapvetően a hollók imádnak kereskedni és csili-vili dolgokat szeretni - vagyis lopni! De ha szükséged van egy kis pénzre, netán illegális alkatrészekre, a hollók bőven tudnak mit adni. De minden Chima-lakos tudja: Senki se bízzon túlzottan a hollókban!
| Szereplő | Eredeti hang    | Magyar hang     | Leírás |
| -------- | --------------- | --------------- | ------ |
| Razar    | Jeff Evans Todd | Fekete Zoltán   |        |
| Rawzom   | John Nelson     | ?               |        |
| Razcal   | Scott Shantz    | ?               |        |
| Rizzo    | -               | -               |        |
| Ripnik   | David Attar     | Markovics Tamás |        |

### Medve törzs
Lusta és hétalvó - ez a két szó tökéletesen jellemzi a medvéket. Nagyon passzívak, jószerivel a legtöbb konfliktusból kimaradnak. De egy ősi ellenség őket arra készteti, hogy egyszer fegyvert ragadjanak.
| Szereplő | Eredeti hang    | Magyar hang | Leírás |
| -------- | --------------- | ----------- | ------ |
| Balkar   | John Nelson     | ?           |        |
| Bladvic  | Jeff Evans Todd | ?           |        |
| Bungey   | -               | -           |        |
| Bumpy    | -               | -           |        |
| Bozy     | -               | -           |        |
| Buchuma  | -               | -           |        |

### Orrszarvú törzs
Lehet, hogy nem ők a legokosabbak, de erősségük páratlan. Kőzúzó és kőrakodó gépeikkel - na meg az orrszarvukkal - minden sziklát összezúznak.
| Szereplő | Eredeti hang   | Magyar hang  | Leírás |
| -------- | -------------- | ------------ | ------ |
| Rhigor   | -              | -            |        |
| Rogon    | David Attar    | Viczián Ottó |        |
| Runk     | Jesse Inocalla | ?            |        |
| Rukus    | John Nelson    | ?            |        |
| Rinona   | Bethany Brown  | ?            |        |

### Hód törzs
Talán ők az egyetlen ténylegesen passzív törzs Chima szerte. Sosem nyertek még Arany Chi-t, illetve nincs Legendás Vadjuk se. Ezt kárpótolják a brilliáns mérnöki építményeik.
| Szereplő | Eredeti hang   | Magyar hang | Leírás |
| -------- | -------------- | ----------- | ------ |
| Bezar    | Michael Patric | ?           |        |
| Buber    | ?              | ?           |        |
| Bubic    | ?              | ?           |        |
| Bunic    | ?              | ?           |        |
| Breezor  | ?              | ?           |        |

### Tűz törzsek
| Szereplő      | Eredeti hang   | Magyar hang   | leírás      |
| Főnix törzs   | Főnix törzs    | Főnix törzs   | Főnix törzs |
| ------------- | -------------- | ------------- | ----------- |
| Fluminox      | Jesse Inocalla | Rosta Sándor  |             |
| Foltrax       | Adam White     | ?             |             |
| Flinx         | John Nelson    | Baráth István |             |
| Frax          | -              | -             |             |
| Fairox        | Scott Shantz   | ?             |             |
| Tigris törzs  |                |               |             |
| Tormak        | Dave Pettitt   | Csuha Lajos   |             |
| Leopárd törzs |                |               |             |
| Lundor        | Scott Shantz   | Stern Dániel  |             |

### Jég törzsek
| Szereplő                 | Eredeti hang             | Magyar hang              | leírás                     |
| Kardfogú tigrisek törzse | Kardfogú tigrisek törzse | Kardfogú tigrisek törzse | Kardfogú tigrisek törzse   |
| ------------------------ | ------------------------ | ------------------------ | -------------------------- |
| Sir Fangar               | Chris Durchand           | Láng Balázs              | A jégklán kegyetlen vezére |
| Stealtor                 | David Attar              | ?                        |                            |
| Strainor                 | Chris Durchand           | ?                        |                            |
| Sirox                    | -                        | -                        |                            |
| Sykor                    | -                        | -                        |                            |
| Mamut törzs              |                          |                          |                            |
| Maula                    | Meghan Kinsley           | ?                        |                            |
| Mungus                   | Michael Patric           | ?                        |                            |
| Mottrot                  | Bill Courage             | ?                        |                            |
| Keselyű törzs            |                          |                          |                            |
| Vardy                    | Scott Shantz             | ?                        |                            |
| Voom Voom                | Michael Patric           | ?                        |                            |
| Vultrix                  | ?                        | ?                        |                            |

Jegesmedve törzs
?

### Csúszómászó törzsek
Skorpió törzs
- Scorp

Pók törzs
?
Denevér törzs
?

### Egyéb törzsek
Nem ritka, hogy van olyan élőlény, akinek nincs törzse. Van bűzösborz pl. Skinnet, de van róka és páva is.

## Epizódlista

### 1. évad (2013)
| #   | #   | Eredeti cím           | Magyar cím                | Eredeti premier (Cartoon Network) | Magyar premier (Megamax) | Magyar premier (RTL Klub) |
| --- | --- | --------------------- | ------------------------- | --------------------------------- | ------------------------ | ------------------------- |
| 01. | 01. | Legends of Chima      | A harc elkezdődik         | 2013. január 16.                  | 2014. június 27.         | 2013. június 17.          |
| 02. | 02. | The Great Story       | A nagy történet           | 2013. január 16.                  | 2014. június 28.         | 2013. június 18.          |
| 03. | 03. | The Warrior Withnin   | Laval, a harcos           | 2013. március 27.                 | 2014. június 29.         | 2013. június 19.          |
| 04. | 04. | The Joyride           | Kaland túra               | 2013. július 17.                  | 2014. június 30.         | 2013. június 20.          |
| 05. | 05. | Market Day            | Piaci kalamajka           | 2013. július 24.                  | 2014. július 1.          | 2013. június 21.          |
| 06. | 06. | Attack On Eagle Spire | Támadás a sas-csúcs ellen | 2013. július 31.                  | 2014. július 2.          | 2013. július 22.          |
| 07. | 07. | The Hundred Year Moon | Százéves hold             | 2013. augusztus 7.                | 2014. július 3.          | 2013. július 23.          |
| 08. | 08. | The Biggest Race Ever | A legnagyobb verseny      | 2013. augusztus 21.               | 2014. július 4.          | 2013. július 24.          |
| 09. | 09. | Gorillas Gone Wild    | A gorillák megvadultak    | 2013. augusztus 28.               | 2014. július 5.          | 2013. június 25.          |
| 10. | 10. | Foxtrot               | Róka csel                 | 2013. szeptember 5.               | 2014. július 6.          | 2013. június 26.          |
| 11. | 11. | The Chi Jackers       | Chi banditák              | 2013. szeptember 19.              | 2014. július 7.          | 2013. június 27.          |
| 12. | 12. | Balancing Act         | Háborgó természet         | 2013. szeptember 26.              | 2014. július 8.          | 2013. július 28.          |
| 13. | 13. | Crocodile Tears       | Krokodil könnyek          | 2013. október 3.                  | 2014. július 9.          |                           |
| 14. | 14. | Fake Chi Real Trouble | Hamis chi, igazi baj      | 2013. október 10.                 | 2014. július 10.         |                           |
| 15. | 15. | Ravens vs Eagles      | Hollók a sasok ellen      | 2013. október 17.                 | 2014. július 11.         |                           |
| 16. | 16. | Reunion Gone Wrong    | Füstbement békekötés      | 2013. október 24.                 | 2014. július 12.         |                           |
| 17. | 17. | Laval in Exile        | Laval száműzetésbe        | 2013. november 7.                 | 2014. július 13.         |                           |
| 18. | 18. | The Black Cloud       | A fekete felhő            | 2013. november 14.                | 2014. július 14.         |                           |
| 19. | 19. | Chima Falls           | Chima vízesései           | 2013. november 21.                | 2014. július 15.         |                           |
| 20. | 20. | For Chima             | Chimáért                  | 2013. december 5.                 | 2014. július 16.         |                           |

### 2. évad (2014)
| #   | #   | Eredeti cím            | Magyar cím            | Eredeti premier   | Magyar premier (Megamax) | Magyar premier (Minimax) |
| --- | --- | ---------------------- | --------------------- | ----------------- | ------------------------ | ------------------------ |
| 21. | 01. | Into the Outlands      | Irány a távoli vidék  | 2014. március 15. | 2015. április 24.        | 2017. június 18.         |
| 22. | 02. | A Tangled Web          | Gubancos helyzet      | 2014. március 2.  | 2015. április 25.        | 2017. június 19.         |
| 23. | 03. | The Legend Thief       | Legendás tolvaj       | 2014. március 29. | 2015. április 26.        | 2017. június 20.         |
| 24. | 04. | The Eagle and the Bear | A sas és a medve      | 2014. április 5.  | 2015. április 27.        | 2017. június 21.         |
| 25. | 05. | Tooth or Consequences  | Súlyos következmények | 2014. április 12. | 2015. április 28.        | 2017. június 22.         |
| 26. | 06. | This May Sting a Bit   | Kicsit csípni fog     | 2014. április 19. | 2015. április 29.        | 2017. június 23.         |

### 3. évad (2014)
| #   | #   | Eredeti cím            | Magyar cím           | Eredeti premier      |
| --- | --- | ---------------------- | -------------------- | -------------------- |
| 27. | 01. | Fire Dreaming          | Tüzes álmok          | 2014. augusztus 9.   |
| 28. | 02. | Attack of the Ice Clan | A jég klán támadása  | 2014. augusztus 16.  |
| 29. | 03. | The Call of Cavora     | Cavora hívása        | 2014. augusztus 23.  |
| 30. | 04. | Trial by Fire          | Tűzpróba             | 2014. augusztus 30.  |
| 31. | 05. | The Crescent           | A holdsarló          | 2014. szeptember 6.  |
| 32. | 06. | Fired Up               | Tüzes harc           | 2014. szeptember 13. |
| 33. | 07. | Cool and Collected     | Fagyos kollekció     | 2014. szeptember 20. |
| 34. | 08. | The Snowball Effect    | A hógolyóhatás       | 2014. szeptember 27. |
| 35. | 09. | The King Thing         | A királyi dolog      | 2014. október 4.     |
| 36. | 10. | Breakneck slope        | Nyaktörő lejtő       | 2014. október 11.    |
| 37. | 11. | The relief             | A dombormű           | 2014. október 18.    |
| 38. | 12. | The Phoenix has landed | A főnix leszállt     | 2014. október 25.    |
| 39. | 13. | A spark of hope        | Egy szikrányi remény | 2014. november 1.    |
| 40. | 14. | The fiery harnesses    | A tüzes hámok        | 2014. november 22.   |
| 41. | 15. | Cavora heart           | Cavora szíve         | 2014. november 22.   |